# Creu de terme d'Olesa
La Creu de terme d'Olesa és una creu de terme d'Olesa de Bonesvalls (Garraf) situada a la plaça de la Creu, davant de la masia can Tutusaus.

## Descripció
Creu de base circular amb suport octogonal i columna octogonal que aguanta una creu de pedra orientada de nord a sud i que té gravada una ma al costat sud i una creu al nord. És situada en mig d'un jardí i al seu costat hi ha un xiprer. El 2024, durant una intervenció de millora de la creu, es va descobrir que sota la base circular, que és una roda de molí aprofitada, hi havia un graó més, quadrat, que havia estat enterrat durant dècades.

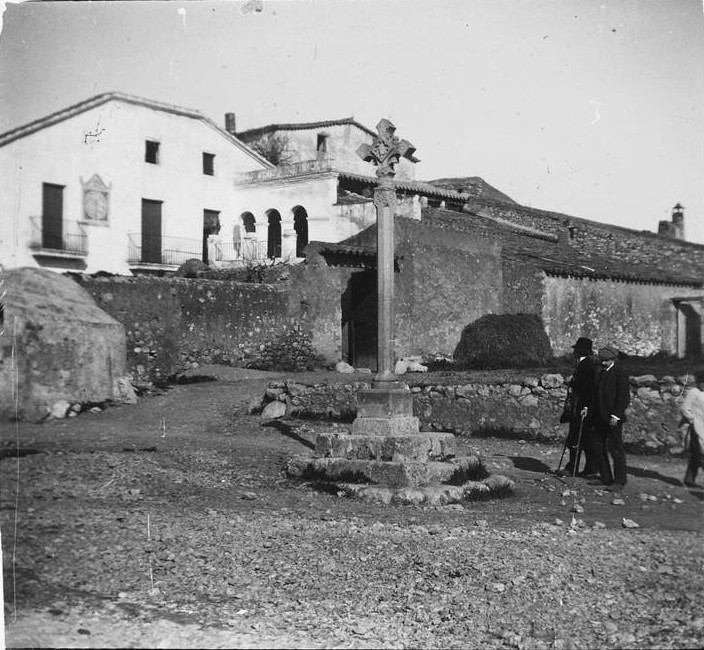
La creu el 1914

## Història
Anteriorment ja hi havia una creu en aquest indret posada en aquest lloc el segle XIX procedent del Pla de la Creu, lloc proper a l'Hospital, al peu del camí Ral a Begues. Amb posterioritat aquesta creu va caure accidentalment i la que podem veure actualment és nova, feta al 1890 per ordre de Mn. Josep Pascual que feu esculpir una nova, i tan sols conserva part de la base de l'antiga creu. La creu anterior era la que es trobava al Pla de la Creu i que sembla que va ser derrocada a trets durant la guerra de la Independència (1808-1812) i la van traslladar al poble. Mn. Pascual deia que guardava alguns trossos d'aquesta antiga creu del Pla de la Creu. Probablement era una de les creus que en temps de Mn. Mísser es trobava a la rectoria. Durant la Guerra Civil la creu fou molt malmesa i posteriorment es va reconstruir i es va posar de nou al mateix lloc en acabar aquesta. La primera creu fou probablement una creu feta a finals del segle XVI, de la que es conserva part en una propietat particular, al peu del camí de la Pedrosa.
Diu la llegenda popular que la mà esculpida a les creus es relaciona amb la bufetada del comte de Cervelló a l'arquebisbe Berenguer de la Vila de Muls, que després acabà assassinat. Aquesta explicació va ser interpretada per Mn. Pascual, capellà d'Olesa de 1880 a 1921. La mà també és un element que trobem sovint en la iconografia cristiana en diferents èpoques històriques, interpretada com la mà de Déu, la dreta del Pare. Hi ha un nombre important de creus al peu del camí Ral, totes amb els mateixos símbols, una ma a un costat i una creu a l'altre.